# الكسندرا شاندو
الكسندرا شاندو (بالإنجليزية: Alexandra Chando)‏ مواليد 28 يوليو 1986 في بيت لحم، بنسيلفانيا، الولايات المتحدة، هي ممثلة أمريكية بدأت مسيرتها الفنية عام 2002.

## وصلات خارجية
- الكسندرا شاندو على موقع IMDb (الإنجليزية)
- الكسندرا شاندو على موقع ألو سيني (الفرنسية)
- الكسندرا شاندو على موقع أول موفي (الإنجليزية)
- الكسندرا شاندو على موقع قاعدة بيانات الفيلم (الإنجليزية)
- الكسندرا شاندو على موقع كينوبويسك (الروسية)